# 2001–2002-es UEFA-bajnokok ligája (selejtezők)
A 2001–2002-es UEFA-bajnokok ligája selejtezőit három fordulóban bonyolították le 2001. július 11. és szeptember 8. között. A selejtezőben 56 csapat vett részt.

## 1. selejtezőkör
Az 1. selejtezőkör párosításainak győztesei a 2. selejtezőkörbe jutottak, a vesztesek kiestek.

### Párosítások
| 1. csapat        | Össz.Tooltip Aggregate score | 2. csapat        | 1. mérk. | 2. mérk. |
| ---------------- | ---------------------------- | ---------------- | -------- | -------- |
| Araks Ararat     | 0–3                          | Sheriff Tiraspol | 0–1      | 0–2      |
| Linfield         | 0–1                          | Torpedo Kutaiszi | 0–0      | 0–1      |
| Bohemians        | 3–0                          | Levadia          | 3–0      | 0–0      |
| F91 Dudelange    | 2–6                          | Skonto           | 1–6      | 1–0      |
| Levszki Szofija  | 4–0                          | Željezničar      | 4–0      | 0–0      |
| VB Vágur         | 0–5                          | Slavia-Mozyr     | 0–0      | 0–5      |
| Valletta FC      | 0–5                          | Haka             | 0–0      | 0–5      |
| Sloga Jugomagnat | 1–1 (i.g.)                   | FBK Kaunas       | 0–0      | 1–1      |
| KR               | 2–2 (i.g.)                   | Vllaznia Shkodër | 2–1      | 0–1      |
| Barry Town FC    | 3–0                          | Şəmkir FK        | 2–0      | 1–0      |

### 1. mérkőzések
Az időpontok közép-európai idő/közép-európai nyári idő szerint értendők.
| 2001. július 11. 17:00 |

| Araks Ararat | 0–1               | Sheriff Tiraspol |
| ------------ | ----------------- | ---------------- |
|              | (0–0) Jegyzőkönyv | Barburoș 60'     |

| Republican Stadium, Jereván Nézőszám: 7000 Játékvezető: Athanassios Briakos (görög) |

| 2001. július 11. 18:00 |

| Linfield | 0–0         | Torpedo Kutaiszi |
| -------- | ----------- | ---------------- |
|          | Jegyzőkönyv |                  |

| Windsor Park, Belfast Nézőszám: 2700 Játékvezető: Jouni Hyytiä (finn) |

| 2001. július 11. 19:00 |

| Levszki Szofija                                    | 4–0               | Željezničar |
| -------------------------------------------------- | ----------------- | ----------- |
| Terziev 7' G. Ivanov 20' 73' (11-esből) Markov 28' | (3–0) Jegyzőkönyv |             |

| Georgi Asparuhov Stadium, Sofia Nézőszám: 16 121 Játékvezető: Dougie McDonald (skót) |

| 2001. július 11. 20:00 |

| F91 Dudelange  | 1–6               | Skonto                                                                          |
| -------------- | ----------------- | ------------------------------------------------------------------------------- |
| Cicchirillo 2' | (1–1) Jegyzőkönyv | Verpakovskis 2' Miholaps 60' 75' Koļesņičenko 65' 85' Zemļinskis 71' (11-esből) |

| Stade Josy Barthel, Luxembourg Nézőszám: 1068 Játékvezető: Marian Salomir (román) |

| 2001. július 11. 20:00 |

| VB Vágur | 0–0         | Slavia-Mozyr |
| -------- | ----------- | ------------ |
|          | Jegyzőkönyv |              |

| Tórsvøllur, Tórshavn Nézőszám: 540 Játékvezető: David Malcolm (északír) |

| 2001. július 11. 20:00 |

| Valletta FC | 0–0         | Haka |
| ----------- | ----------- | ---- |
|             | Jegyzőkönyv |      |

| Nemzeti Stadion, Ta’ Qali Nézőszám: 1726 Játékvezető: Paul McKeon (ír) |

| 2001. július 11. 20:00 |

| Sloga Jugomagnat | 0–0         | FBK Kaunas |
| ---------------- | ----------- | ---------- |
|                  | Jegyzőkönyv |            |

| Philip II Arena, Skopje Nézőszám: 2538 Játékvezető: Franz-Xaver Wack (német) |

| 2001. július 11. 20:30 |

| Barry Town FC       | 2–0               | Şəmkir FK |
| ------------------- | ----------------- | --------- |
| York 63' French 68' | (0–0) Jegyzőkönyv |           |

| Jenner Park, Barry Nézőszám: 1992 Játékvezető: Darko Čeferin (szlovén) |

| 2001. július 11. 20:45 |

| Bohemians                         | 3–0               | Levadia |
| --------------------------------- | ----------------- | ------- |
| Maher 2' Crowe 10' 56' (11-esből) | (2–0) Jegyzőkönyv |         |

| Dalymount Park, Dublin Nézőszám: 3832 Játékvezető: Dieter Schoch (svájci) |

| 2001. július 11. 22:00 |

| KR                            | 2–1               | Vllaznia Shkodër |
| ----------------------------- | ----------------- | ---------------- |
| Benediktsson 63' Ólafsson 63' | (0–1) Jegyzőkönyv | Duro 17'         |

| Laugardalsvöllur, Reykjavík Nézőszám: 1373 Játékvezető: Bernhard Brugger (osztrák) |

### 2. mérkőzések
| 2001. július 18. 16:00 |

| Şəmkir FK | 0–1               | Barry Town FC |
| --------- | ----------------- | ------------- |
|           | (0–0) Jegyzőkönyv | Phillips 58'  |

| Tofiq Bahramov Stadium, Baku Nézőszám: 12 000 Játékvezető: Dietmar Drabek (osztrák) |

| 2001. július 18. 17:00 |

| Sheriff Tiraspol       | 2–0               | Araks Ararat |
| ---------------------- | ----------------- | ------------ |
| Camleonoc 12' Dadu 90' | (1–0) Jegyzőkönyv |              |

| Stadionul Municipal, Tiraspol Nézőszám: 4800 Játékvezető: Nikolai Ivanov (orosz) |

| 2001. július 18. 17:00 |

| Slavia-Mozyr                                                        | 5–0               | VB Vágur |
| ------------------------------------------------------------------- | ----------------- | -------- |
| Wierzbicki 4' (öngól) Stripeikis 12' 27' (11-esből) 31' Rybakov 23' | (5–0) Jegyzőkönyv |          |

| Yunost Stadium, Mozyr Nézőszám: 2150 Játékvezető: John McDermott (ír) |

| 2001. július 18. 17:30 |

| Levadia | 0–0         | Bohemians |
| ------- | ----------- | --------- |
|         | Jegyzőkönyv |           |

| Lilleküla Stadium, Tallinn Nézőszám: 1034 Játékvezető: Knud Stadsgaard (dán) |

| 2001. július 18. 17:30 |

| Skonto | 0–1               | F91 Dudelange   |
| ------ | ----------------- | --------------- |
|        | (0–0) Jegyzőkönyv | Cicchirillo 77' |

| Skonto stadion, Riga Nézőszám: 1500 Játékvezető: Jon Skjervold (norvég) |

| 2001. július 18. 17:30 |

| FBK Kaunas   | 1–1               | Sloga Jugomagnat |
| ------------ | ----------------- | ---------------- |
| Papeckys 65' | (0–0) Jegyzőkönyv | Nuhiji 52'       |

| Darius and Girėnas Stadium, Kaunas Nézőszám: 660 Játékvezető: Eric Blareau (belga) |

| 2001. július 18. 18:00 |

| Torpedo Kutaiszi | 1–0               | Linfield |
| ---------------- | ----------------- | -------- |
| Ashvetia 70'     | (0–0) Jegyzőkönyv |          |

| Givi Kiladze Stadium, Kutaiszi Nézőszám: 7130 Játékvezető: Jack van Hulten (holland) |

| 2001. július 18. 18:00 |

| Haka                                       | 5–0               | Valletta FC |
| ------------------------------------------ | ----------------- | ----------- |
| Torkkeli 4' Kovács 15' 22' 28' Pogioli 90' | (4–0) Jegyzőkönyv |             |

| Tehtaan kenttä, Valkeakoski Nézőszám: 2423 Játékvezető: Miroslav Liba (cseh) |

| 2001. július 18. 20:00 |

| Vllaznia Shkodër | 1–0               | KR |
| ---------------- | ----------------- | -- |
| Duro 62'         | (0–0) Jegyzőkönyv |    |

| Qemal Stafa Stadium, Tirana Nézőszám: 5000 Játékvezető: Alon Yefet (izraeli) |

| 2001. július 18. 20:15 |

| Željezničar | 0–0         | Levszki Szofija |
| ----------- | ----------- | --------------- |
|             | Jegyzőkönyv |                 |

| Asim Ferhatović Hase Stadium, Szarajevó Nézőszám: 3000 Játékvezető: Bruno Derrien (francia) |

## 2. selejtezőkör
A 2. selejtezőkör párosításainak győztesei a 3. selejtezőkörbe jutottak, a vesztesek kiestek.

### Párosítások
| 1. csapat        | Össz.Tooltip Aggregate score | 2. csapat        | 1. mérk. | 2. mérk.   |
| ---------------- | ---------------------------- | ---------------- | -------- | ---------- |
| Haka             | 3–1                          | Makkabi Haifa    | 0–1      | 3–0        |
| Sahtar Doneck    | 4–2                          | AC Lugano        | 3–0      | 1–2        |
| Omónia           | 2–3                          | Crvena zvezda    | 1–1      | 1–2        |
| Ferencvárosi TC  | 0–0 (t. 4–5)                 | Hajduk Split     | 0–0      | 0–0 (h.u.) |
| FC Porto         | 9–3                          | Barry Town FC    | 8–0      | 1–3        |
| NK Maribor       | 1–6                          | Rangers          | 0–3      | 1–3        |
| Galatasaray SK   | 6–1                          | Vllaznia Shkodër | 2–0      | 4–1        |
| Slavia-Mozyr     | 0–2                          | Inter Bratislava | 0–1      | 0–1        |
| Anderlecht       | 6–1                          | Sheriff Tiraspol | 4–0      | 2–1        |
| Torpedo Kutaiszi | 2–4                          | FC København     | 1–1      | 1–3        |
| Levszki Szofija  | 1–1 (i.g.)                   | Brann            | 0–0      | 1–1        |
| Skonto           | 1–3                          | Wisła Kraków     | 1–2      | 0–1        |
| Bohemians        | 1–4                          | Halmstads BK     | 1–2      | 0–2        |
| Steaua București | 5–1                          | Sloga Jugomagnat | 3–0      | 2–1        |

1. ↑   A második mérkőzést 4–0-ra a Makkabi Haifa nyerte, de jogosulatlan szereplés miatt 3–0 arányban a Haka javára ítélte az UEFA.

### 1. mérkőzések
| 2001. július 24. 19:00 |

| Haka | 0–1               | Makkabi Haifa       |
| ---- | ----------------- | ------------------- |
|      | (0–1) Jegyzőkönyv | Zano 28' (11-esből) |

| Tehtaan kenttä, Valkeakoski Nézőszám: 3350 Játékvezető: Dermot Gallagher (angol) |

| 2001. július 25. 17:00 |

| Slavia-Mozyr | 0–1               | Inter Bratislava |
| ------------ | ----------------- | ---------------- |
|              | (0–1) Jegyzőkönyv | Kunzo 43'        |

| Yunost Stadium, Mozyr Nézőszám: 2420 Játékvezető: Steve Dunn (angol) |

| 2001. július 25. 17:30 |

| Skonto         | 1–2               | Wisła Kraków                         |
| -------------- | ----------------- | ------------------------------------ |
| Korgalidze 78' | (0–0) Jegyzőkönyv | Głowacki 48' Żurawski 80' (11-esből) |

| Daugava Stadium, Liepāja Nézőszám: 2000 Játékvezető: Leif Sundell (svéd) |

| 2001. július 25. 18:00 |

| Sahtar Doneck                           | 3–0               | AC Lugano |
| --------------------------------------- | ----------------- | --------- |
| Bakharev 21' Tymoshchuk 57' Vorobey 65' | (1–0) Jegyzőkönyv |           |

| Shakhtar Stadium, Doneck Nézőszám: 31 714 Játékvezető: Roy Helge Olsen (norvég) |

| 2001. július 25. 18:00 |

| Torpedo Kutaiszi | 1–1               | FC København |
| ---------------- | ----------------- | ------------ |
| Ashvetia 77'     | (0–1) Jegyzőkönyv | Zuma 43'     |

| Givi Kiladze Stadium, Kutaiszi Nézőszám: 11 500 Játékvezető: Frank De Bleeckere (belga) |

| 2001. július 25. 19:00 |

| Omónia       | 1–1               | Crvena zvezda |
| ------------ | ----------------- | ------------- |
| Thiebaut 70' | (0–1) Jegyzőkönyv | Pjanović 30'  |

| GSP Stadium, Nicosia Nézőszám: 16 756 Játékvezető: Eduardo Iturralde González (spanyol) |

| 2001. július 25. 19:00 |

| Levszki Szofija | 0–0         | Brann |
| --------------- | ----------- | ----- |
|                 | Jegyzőkönyv |       |

| Georgi Asparuhov Stadium, Szófia Nézőszám: 13 780 Játékvezető: Stefano Farina (olasz) |

| 2001. július 25. 19:45 |

| Galatasaray SK            | 2–0               | Vllaznia Shkodër |
| ------------------------- | ----------------- | ---------------- |
| Ümit Karan 18' Kaya 90+4' | (1–0) Jegyzőkönyv |                  |

| Ali Sami Yen Stadium, Isztambul Nézőszám: 14 804 Játékvezető: Paulo Paraty (portugál) |

| 2001. július 25. 20:00 |

| Anderlecht                       | 4–0               | Sheriff Tiraspol |
| -------------------------------- | ----------------- | ---------------- |
| Crasson 18' 81' De Boeck 41' 65' | (2–0) Jegyzőkönyv |                  |

| Constant Vanden Stock Stadium, Brüsszel Nézőszám: 21 055 Játékvezető: Tomasz Mikulski (lengyel) |

| 2001. július 25. 20:00 |

| Steaua București          | 3–0               | Sloga Jugomagnat |
| ------------------------- | ----------------- | ---------------- |
| Raducanu 1' 19' Trică 82' | (2–0) Jegyzőkönyv |                  |

| Steaua Stadion, Bukarest Nézőszám: 9200 Játékvezető: Pasquale Rodomonti (olasz) |

| 2001. július 25. 20:15 |

| Ferencvárosi TC | 0–0         | Hajduk Split |
| --------------- | ----------- | ------------ |
|                 | Jegyzőkönyv |              |

| Albert Flórián Stadion, Budapest Nézőszám: 9259 Játékvezető: Mikko Vuorela (finn) |

| 2001. július 25. 20:35 |

| NK Maribor | 0–3               | Rangers                              |
| ---------- | ----------------- | ------------------------------------ |
|            | (0–1) Jegyzőkönyv | Flo 38' 73' (11-esből) Nerlinger 56' |

| Ljudski vrt, Maribor Nézőszám: 6100 Játékvezető: Mario van der Ende (holland) |

| 2001. július 25. 20:45 |

| Bohemians | 1–2               | Halmstads BK              |
| --------- | ----------------- | ------------------------- |
| Crowe 23' | (1–1) Jegyzőkönyv | Jönsson 31' Selakovic 55' |

| Dalymount Park, Dublin Nézőszám: 4225 Játékvezető: Erol Ersoy (török) |

| 2001. július 25. 22:30 |

| FC Porto                                                                   | 8–0               | Barry Town FC |
| -------------------------------------------------------------------------- | ----------------- | ------------- |
| Pena 12' 51' 52' 72' Deco 22' (11-esből) 23' (11-esből) 43' Söderström 41' | (5–0) Jegyzőkönyv |               |

| Estádio das Antas, Porto Nézőszám: 43 050 Játékvezető: Georgios Kasnaferis (görög) |

### 2. mérkőzések
| 2001. július 31. 20:15 |

| AC Lugano            | 2–1               | Sahtar Doneck |
| -------------------- | ----------------- | ------------- |
| Gaspoz 53' Rossi 66' | (0–1) Jegyzőkönyv | Aghahowa 13'  |

| Cornaredo Stadium, Lugano Nézőszám: 3300 Játékvezető: Juan Ansuátegui Roca (spanyol) |

| 2001. augusztus 1. 16:30 |

| Sheriff Tiraspol | 1–2               | Anderlecht                          |
| ---------------- | ----------------- | ----------------------------------- |
| Boreț 4'         | (1–1) Jegyzőkönyv | Yaschuk 28' (11-esből) De Boeck 59' |

| Stadionul Municipal, Tiraspol Nézőszám: 4498 Játékvezető: Martin Hansson (svéd) |

| 2001. augusztus 1. 17:30 |

| Wisła Kraków | 1–0               | Skonto |
| ------------ | ----------------- | ------ |
| Żurawski 85' | (0–0) Jegyzőkönyv |        |

| Stadion Miejski, Krakkó Nézőszám: 4500 Játékvezető: Nicolai Vollquartz (dán) |

| 2001. augusztus 1. 17:50 |

| Makkabi Haifa               | 3–0 megállapított | Haka |
| --------------------------- | ----------------- | ---- |
| Rosso 39' Katan 57' 78' 90' | Jegyzőkönyv       |      |

| Kiryat Eliezer Stadium, Haifa Nézőszám: 8000 Játékvezető: Zoran Arsić (szerbia és montenegrói) |

A mérkőzést eredetileg 4–0-ra a Makkabi Haifa nyerte, de jogosulatlan szereplés miatt 3–0 arányban a Haka javára ítélte az UEFA.
| 2001. augusztus 1. 19:00 |

| Inter Bratislava | 1–0               | Slavia-Mozyr |
| ---------------- | ----------------- | ------------ |
| Lembakoali 73'   | (0–0) Jegyzőkönyv |              |

| Štadión Pasienky, Pozsony Nézőszám: 2500 Játékvezető: Edo Trivković (horvát) |

| 2001. augusztus 1. 19:00 |

| FC København                          | 3–1               | Torpedo Kutaiszi  |
| ------------------------------------- | ----------------- | ----------------- |
| Zuma 45+2' Lønstrup 59' Fernandez 74' | (1–0) Jegyzőkönyv | Kutateladze 90+3' |

| Parken Stadion, Koppenhága Nézőszám: 14 345 Játékvezető: Pascal Garibian (francia) |

| 2001. augusztus 1. 19:00 |

| Halmstads BK              | 2–0               | Bohemians |
| ------------------------- | ----------------- | --------- |
| Jönsson 57' Selakovic 68' | (0–0) Jegyzőkönyv |           |

| Örjans Vall, Halmstad Nézőszám: 3643 Játékvezető: Ivan Dobrinov (bolgár) |

| 2001. augusztus 1. 20:00 |

| Crvena zvezda           | 2–1               | Omónia      |
| ----------------------- | ----------------- | ----------- |
| Lerinc 53' Ačimovič 79' | (0–0) Jegyzőkönyv | Kaiafas 71' |

| Red Star Stadium, Belgrád Nézőszám: 18 145 Játékvezető: Lutz Michael Fröhlich (német) |

| 2001. augusztus 1. 20:00 |

| Vllaznia Shkodër | 1–4               | Galatasaray SK                                               |
| ---------------- | ----------------- | ------------------------------------------------------------ |
| Sinani 33'       | (1–1) Jegyzőkönyv | Ümit Karan 38' Arif Erdem 49' Hasan Şaş 73' Serkan Aykut 80' |

| Qemal Stafa Stadium, Tirana Nézőszám: 4600 Játékvezető: Mike Riley (angol) |

| 2001. augusztus 1. 20:00 |

| Sloga Jugomagnat | 1–2               | Steaua București        |
| ---------------- | ----------------- | ----------------------- |
| Nuhiji 86'       | (0–2) Jegyzőkönyv | Falemi 18' Radunacu 41' |

| Philip II Arena, Szkopje Nézőszám: 462 Játékvezető: Kristinn Jakobsson (izlandi) |

| 2001. augusztus 1. 20:15 |

| Hajduk Split                              | 0–0 (h. u.) | Ferencvárosi TC                                   |
| ----------------------------------------- | ----------- | ------------------------------------------------- |
|                                           | Jegyzőkönyv |                                                   |
| Büntetőpárbaj                             |             |                                                   |
| Asanović Srna Carević Deranja Štimac Musa | 5–4         | Alex Arruda Pintér Szkukalek Lipcsei Vén Dragóner |

| Stadion Poljud, Split Nézőszám: 26 400 Játékvezető: Orhan Erdemir (török) |

| 2001. augusztus 1. 20:30 |

| Barry Town FC                               | 3–1               | FC Porto   |
| ------------------------------------------- | ----------------- | ---------- |
| Phillips 37' Flynn 39' Lloyd 89' (11-esből) | (2–1) Jegyzőkönyv | Rafael 17' |

| Jenner Park, Barry Nézőszám: 2377 Játékvezető: Dani Koren (izraeli) |

| 2001. augusztus 1. 20:45 |

| Rangers                  | 3–1               | NK Maribor    |
| ------------------------ | ----------------- | ------------- |
| Flo 55' Caniggia 58' 71' | (0–1) Jegyzőkönyv | Starčevič 16' |

| Ibrox Stadium, Glasgow Nézőszám: 50 000 Játékvezető: Jorge Coroado (portugál) |

| 2001. augusztus 1. 20:45 |

| Brann       | 1–1               | Levszki Szofija |
| ----------- | ----------------- | --------------- |
| Walltin 16' | (1–1) Jegyzőkönyv | Ivanov 5'       |

| Brann Stadion, Bergen Nézőszám: 10 902 Játékvezető: Jacek Granat (lengyel) |

## 3. selejtezőkör
A 3. selejtezőkör párosításainak győztesei a csoportkörbe jutottak, a vesztesek az UEFA-kupa első fordulójába kerültek.

### Párosítások
| 1. csapat          | Össz.Tooltip Aggregate score | 2. csapat         | 1. mérk. | 2. mérk.   |
| ------------------ | ---------------------------- | ----------------- | -------- | ---------- |
| Sahtar Doneck      | 1–5                          | Borussia Dortmund | 0–2      | 1–3        |
| Lokomotyiv Moszkva | 3–2                          | Tirol Innsbruck   | 3–1      | 0–1        |
| Steaua București   | 3–5                          | Dinamo Kijiv      | 2–4      | 1–1        |
| Haka               | 1–9                          | Liverpool FC      | 0–5      | 1–4        |
| Hajduk Split       | 1–2                          | RCD Mallorca      | 1–0      | 0–2 (h.u.) |
| Crvena zvezda      | 0–3                          | Bayer Leverkusen  | 0–0      | 0–3        |
| Wisła Kraków       | 3–5                          | FC Barcelona      | 3–4      | 0–1        |
| FC København       | 3–5                          | Lazio             | 2–1      | 1–4        |
| Inter Bratislava   | 3–7                          | Rosenborg         | 3–3      | 0–4        |
| Halmstads BK       | 3–4                          | Anderlecht        | 2–3      | 1–1        |
| Slavia Praha       | 1–3                          | Panathinaikósz    | 1–2      | 0–1        |
| Galatasaray SK     | 3–2                          | Levszki Szofija   | 2–1      | 1–1        |
| Ajax               | 2–3                          | Celtic            | 1–3      | 1–0        |
| FC Porto           | 5–4                          | Grasshopper       | 2–2      | 3–2        |
| Parma FC           | 1–2                          | Lille OSC         | 0–2      | 1–0        |
| Rangers            | 1–2                          | Fenerbahçe SK     | 0–0      | 1–2        |

### 1. mérkőzések
| 2001. augusztus 7. 18:00 |

| Lokomotyiv Moszkva                       | 3–1               | Tirol Innsbruck |
| ---------------------------------------- | ----------------- | --------------- |
| Lekgetho 2' Izmailov 37' Ignashevich 79' | (2–1) Jegyzőkönyv | Kirchler 19'    |

| Saturn Stadium, Ramenskoye Nézőszám: 12 500 Játékvezető: Kim Milton Nielsen (dán) |

| 2001. augusztus 7. 19:30 |

| Sahtar Doneck | 0–2               | Borussia Dortmund     |
| ------------- | ----------------- | --------------------- |
|               | (0–1) Jegyzőkönyv | Ricken 35' Oliseh 73' |

| Shakhtar Stadium, Doneck Nézőszám: 31 714 Játékvezető: Knud Erik Fisker (dán) |

| 2001. augusztus 8. 17:30 |

| Wisła Kraków                 | 3–4               | FC Barcelona                                |
| ---------------------------- | ----------------- | ------------------------------------------- |
| Pater 22' 32' Frankowski 38' | (3–2) Jegyzőkönyv | Rivaldo 31' (11-esből) 34' 73' Kluivert 56' |

| Stadion Miejski, Krakkó Nézőszám: 7506 Játékvezető: Rune Pedersen (norvég) |

| 2001. augusztus 8. 18:15 |

| FC København                         | 2–1               | Lazio      |
| ------------------------------------ | ----------------- | ---------- |
| Laursen 73' (11-esből) Fernandez 85' | (0–0) Jegyzőkönyv | Crespo 56' |

| Parken Stadion, Koppenhága Nézőszám: 37 516 Játékvezető: Nikolai Levnikov (orosz) |

| 2001. augusztus 8. 18:30 |

| Galatasaray SK           | 2–1               | Levszki Szofija |
| ------------------------ | ----------------- | --------------- |
| Ümit Karan 9' Davala 74' | (1–0) Jegyzőkönyv | Ivanov 78'      |

| Ali Sami Yen Stadium, Isztambul Nézőszám: 16 051 Játékvezető: Herbert Fandel (német) |

| 2001. augusztus 8. 19:00 |

| Inter Bratislava               | 3–3               | Rosenborg                                                  |
| ------------------------------ | ----------------- | ---------------------------------------------------------- |
| Lembakoali 50' 62' Drobňák 67' | (0–1) Jegyzőkönyv | Brattbakk 10' Skammelsrud 76' (11-esből) Kunzo 88' (öngól) |

| Štadión Pasienky, Pozsony Nézőszám: 5150 Játékvezető: Lucílio Batista (portugál) |

| 2001. augusztus 8. 19:30 |

| Halmstads BK               | 2–3               | Anderlecht                   |
| -------------------------- | ----------------- | ---------------------------- |
| Svensson 13' Selaković 76' | (1–0) Jegyzőkönyv | Seol 56' Hasi 66' Mornar 87' |

| Örjans Vall, Halmstad Nézőszám: 3876 Játékvezető: Ryszard Wójcik (lengyel) |

| 2001. augusztus 8. 20:00 |

| Steaua București | 2–4               | Dinamo Kijiv                                            |
| ---------------- | ----------------- | ------------------------------------------------------- |
| Trică 29' 52'    | (1–3) Jegyzőkönyv | Byalkevich 9' (11-esből) 26' Idahor 43' Melaschenko 63' |

| Steaua Stadion, Bukarest Nézőszám: 15 300 Játékvezető: Konrad Plautz (osztrák) |

| 2001. augusztus 8. 20:00 |

| Haka | 0–5               | Liverpool FC                           |
| ---- | ----------------- | -------------------------------------- |
|      | (0–1) Jegyzőkönyv | Heskey 32' Owen 55' 64' 87' Hyypiä 86' |

| Helsinki Olimpiai Stadion, Helsinki Nézőszám: 33 217 Játékvezető: Arturo Daudén Ibáñez (spanyol) |

| 2001. augusztus 8. 20:15 |

| Hajduk Split | 1–0               | RCD Mallorca |
| ------------ | ----------------- | ------------ |
| Bilić 29'    | (1–0) Jegyzőkönyv |              |

| Stadion Poljud, Split Nézőszám: 26 922 Játékvezető: Alain Sars (francia) |

| 2001. augusztus 8. 20:30 |

| Crvena zvezda | 0–0         | Bayer Leverkusen |
| ------------- | ----------- | ---------------- |
|               | Jegyzőkönyv |                  |

| Red Star Stadium, Belgrád Nézőszám: 37 169 Játékvezető: Jan Wegereef (holland) |

| 2001. augusztus 8. 20:30 |

| Ajax          | 1–3               | Celtic                         |
| ------------- | ----------------- | ------------------------------ |
| Arveladze 40' | (1–2) Jegyzőkönyv | Petta 7' Agathe 19' Sutton 55' |

| Amsterdam ArenA, Amszterdam Nézőszám: 51 800 Játékvezető: Antonio López Nieto |

| 2001. augusztus 8. 20:45 |

| Rangers | 0–0         | Fenerbahçe SK |
| ------- | ----------- | ------------- |
|         | Jegyzőkönyv |               |

| Ibrox Stadium, Glasgow Nézőszám: 45 000 Játékvezető: Urs Meier (svájci) |

| 2001. augusztus 8. 21:00 |

| Slavia Praha | 1–2               | Panathinaikósz                  |
| ------------ | ----------------- | ------------------------------- |
| Kuka 68'     | (0–1) Jegyzőkönyv | Liberopoulos 25' Karagounis 57' |

| Stadion Evžena Rošického, Prága Nézőszám: 19 000 Játékvezető: Alain Hamer (luxemburgi) |

| 2001. augusztus 8. 21:00 |

| Parma FC | 0–2               | Lille OSC            |
| -------- | ----------------- | -------------------- |
|          | (0–0) Jegyzőkönyv | Bassir 47' Ecker 80' |

| Stadio Ennio Tardini, Parma Nézőszám: 15 000 Játékvezető: Juan Fernández Marin (spanyol) |

| 2001. augusztus 8. 22:00 |

| FC Porto               | 2–2               | Grasshopper          |
| ---------------------- | ----------------- | -------------------- |
| Paredes 6' Postiga 59' | (1–0) Jegyzőkönyv | Nuñez 50' Petrić 57' |

| Estádio das Antas, Porto Nézőszám: 46 142 Játékvezető: Ľuboš Micheľ (szlovák) |

### 2. mérkőzések
| 2001. augusztus 21. 19:00 |

| Dinamo Kijiv     | 1–1               | Steaua București |
| ---------------- | ----------------- | ---------------- |
| Melashchenko 46' | (0–1) Jegyzőkönyv | Neaga 30'        |

| NSK Olimpiyskyi, Kijev Nézőszám: 16 800 Játékvezető: Graham Barber (angol) |

| 2001. augusztus 21. 20:30 |

| Bayer Leverkusen             | 3–0               | Crvena zvezda |
| ---------------------------- | ----------------- | ------------- |
| Neuville 13' 59' Kirsten 31' | (2–0) Jegyzőkönyv |               |

| BayArena, Leverkusen Nézőszám: 22 500 Játékvezető: Domenico Messina (olasz) |

| 2001. augusztus 21. 21:00 |

| Liverpool FC                                          | 4–1               | Haka       |
| ----------------------------------------------------- | ----------------- | ---------- |
| Fowler 37' Redknapp 50' Heskey 57' Wilson 83' (öngól) | (1–1) Jegyzőkönyv | Kovács 45' |

| Anfield, Liverpool Nézőszám: 31 602 Játékvezető: Terje Hauge (norvég) |

| 2001. augusztus 21. 21:00 |

| Lazio                              | 4–1               | FC København |
| ---------------------------------- | ----------------- | ------------ |
| Crespo 48' 63' López 64' Fiore 90' | (0–0) Jegyzőkönyv | Zuma 81'     |

| Olimpiai Stadion, Rome Nézőszám: 37 133 Játékvezető: Hellmut Krug (német) |

| 2001. augusztus 21. 21:15 |

| FC Barcelona     | 1–0               | Wisła Kraków |
| ---------------- | ----------------- | ------------ |
| Luis Enrique 72' | (0–0) Jegyzőkönyv |              |

| Camp Nou, Barcelona Nézőszám: 58 233 Játékvezető: Gilles Veissière (francia) |

| 2001. augusztus 21. 21:30 |

| RCD Mallorca        | 2–0 (h. u.)                 | Hajduk Split |
| ------------------- | --------------------------- | ------------ |
| Eto'o 25' Luque 92' | (1–0, 1–0, 2–0) Jegyzőkönyv |              |

| Son Moix, Palma de Mallorca Nézőszám: 23 500 Játékvezető: Hugh Dallas (skót) |

| 2001. augusztus 22. 18:00 |

| Levszki Szofija | 1–1               | Galatasaray SK |
| --------------- | ----------------- | -------------- |
| Pantelic 78'    | (0–0) Jegyzőkönyv | Serkan 50'     |

| Georgi Asparuhov Stadium, Sofia Nézőszám: 25 500 Játékvezető: Claude Colombo (francia) |

| 2001. augusztus 22. 20:00 |

| Anderlecht   | 1–1               | Halmstads BK |
| ------------ | ----------------- | ------------ |
| De Boeck 83' | (0–1) Jegyzőkönyv | Jönsson 12'  |

| Constant Vanden Stock Stadium, Brüsszel Nézőszám: 16 853 Játékvezető: Kyros Vassaras (görög) |

| 2001. augusztus 22. 20:00 |

| Fenerbahçe SK        | 2–1               | Rangers     |
| -------------------- | ----------------- | ----------- |
| Revivo 4' Serhat 72' | (1–0) Jegyzőkönyv | Ricksen 75' |

| Şükrü Saracoğlu Stadion, Isztambul Nézőszám: 18 000 Játékvezető: Pierluigi Collina (olasz) |

| 2001. augusztus 22. 20:15 |

| Grasshopper              | 2–3               | FC Porto                         |
| ------------------------ | ----------------- | -------------------------------- |
| Petrić 78' Chapuisat 67' | (0–2) Jegyzőkönyv | Clayton 14' Capucho 43' Deco 80' |

| Hardturm, Zürich Nézőszám: 16 066 Játékvezető: Stuart Dougal (skót) |

| 2001. augusztus 22. 20:30 |

| Borussia Dortmund          | 3–1               | Sahtar Doneck |
| -------------------------- | ----------------- | ------------- |
| Koller 50' 68' Amoroso 64' | (0–1) Jegyzőkönyv | Aghahowa 7'   |

| Westfalenstadion, Dortmund Nézőszám: 47 000 Játékvezető: Karl-Erik Nilsson (svéd) |

| 2001. augusztus 22. 20:30 |

| Panathinaikósz         | 1–0               | Slavia Praha |
| ---------------------- | ----------------- | ------------ |
| Basinas 27' (11-esből) | (1–0) Jegyzőkönyv |              |

| Apostolos Nikolaidis Stadium, Athén Nézőszám: 14 718 Játékvezető: Anders Frisk (svéd) |

| 2001. augusztus 22. 20:45 |

| Rosenborg                                               | 4–0               | Inter Bratislava |
| ------------------------------------------------------- | ----------------- | ---------------- |
| F. Johnsen 10' Rushfeldt 15' Skammelsrud 43' Strand 86' | (3–0) Jegyzőkönyv |                  |

| Lerkendal Stadion, Trondheim Nézőszám: 15 212 Játékvezető: Hartmut Strampe (német) |

| 2001. augusztus 22. 20:45 |

| Celtic | 0–1               | Ajax         |
| ------ | ----------------- | ------------ |
|        | (0–1) Jegyzőkönyv | Wamberto 30' |

| Celtic Park, Glasgow Nézőszám: 58 000 Játékvezető: Stefano Braschi (olasz) |

| 2001. augusztus 22. 20:45 |

| Lille OSC | 0–1               | Parma FC    |
| --------- | ----------------- | ----------- |
|           | (0–1) Jegyzőkönyv | Sensini 28' |

| Stade Grimonprez-Jooris, Lille Nézőszám: 14 358 Játékvezető: Graham Poll (angol) |

| 2001. szeptember 8. 17:00 |

| Tirol Innsbruck | 1–0               | Lokomotyiv Moszkva |
| --------------- | ----------------- | ------------------ |
| Brzeczek 30'    | (1–0) Jegyzőkönyv |                    |

| Tivoli Neu, Innsbruck Játékvezető: Vítor Melo Pereira (portugál) |